# Fort McDermit

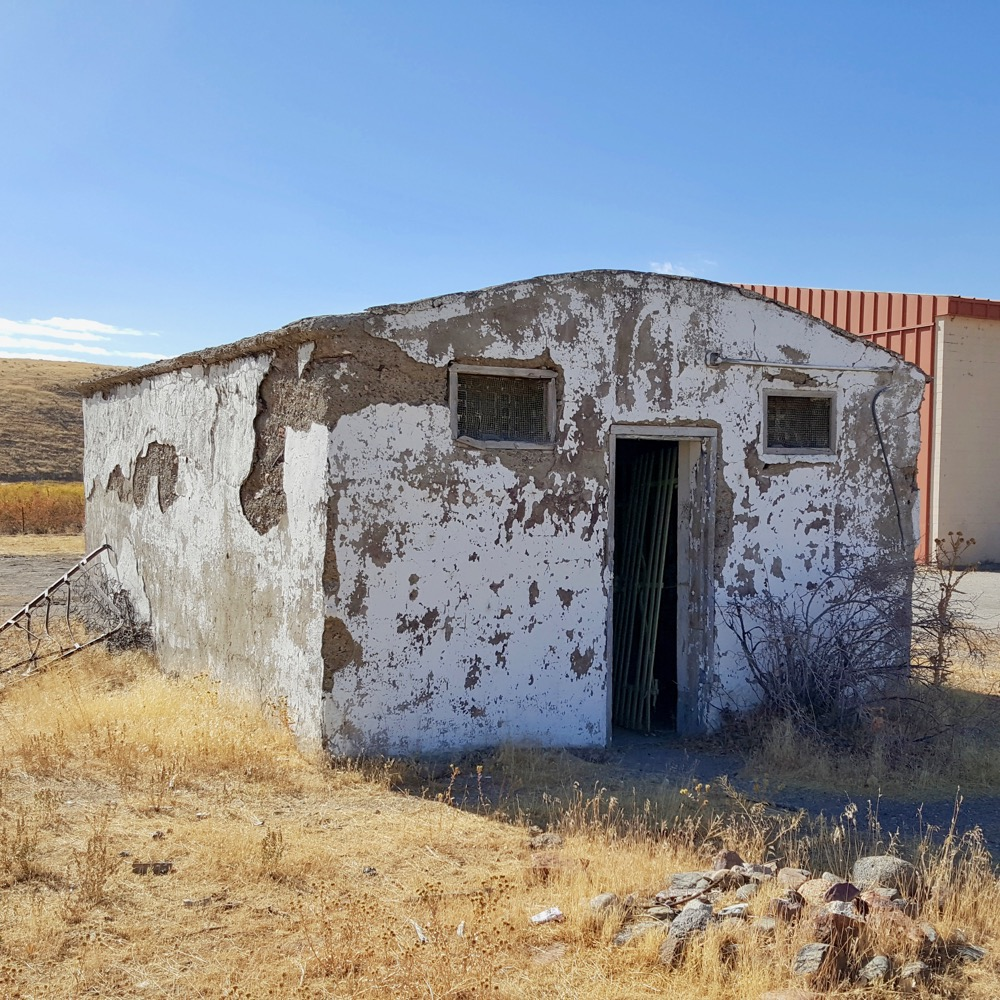
Ancienne prison.

Le fort McDermit (ou fort McDermitt) est un fort américain dans le Nevada. Il est créé le 14 août 1865, par le capitaine J. C. Doughty de la compagnie I du 2nd California Cavalry, sur ordre du lieutenant-colonel Charles McDermit, commandant le district militaire du Nevada, en tant que « camp de la rivière Quinn No. 33 ». Il est situé près de la station de la rivière Quinn sur l'embranchement oriental de la rivière Quinn (en).

## Historique
Les attaques contre les colonies blanches au début de la guerre des Snakes poussent le district de l'Utah (en) à établir un détachement à la station de diligence appelée « station de la rivière Quinn » (ou Queen). Le détachement de volontaires de cavalerie est là pour protéger la ligne de diligence qui va de Winnemucca au Nevada jusqu'à Silver City (en) dans le territoire de l'Idaho. La mort de McDermit dans une embuscade le 7 août 1865, le long de la rivière Quinn près de la station et les troubles qui s'ensuivent, provoquent l'établissement d'une force plus importante et le fort est nommé en son honneur.
Le fort McDermit est prévu pour contenir une garnison de deux compagnies, une de cavalerie et une d'infanterie. Il est construit autour d'une place d'armes rectangulaire mesurant 600 pieds (183 m) par 285 pieds (87 m). Ses structures permanentes sont érigées à partir de 1866 et 1867 et comprennent trois bâtiments pour les officiers, des grands baraquements, un hôpital de trois pièces, des entrepôts (pour le ravitaillement permettant au fort de fonctionner pendant six mois) et des étables entourant une place. Tous les bâtiments du poste sont sur un niveau avec un toit en bardeau, construits en adobe, pierre et matériau de charpente. Des structures supplémentaires sont ajoutées à la fin des années 1870. Le poste est agrandi le 3 septembre 1867 pour faire 2 milles carrés (518 ha) avec une réserve de foin de 2 milles (3,2 km) de large s'étendant le long de chaque rive de la rivière Quinn sur 5 milles (8 km).
L'objectif du fort McDermit est de protéger la route de la diligence et la route de wagons de Virginia City par Star City (en) au Nevada, dans la vallée de la rivière Quinn, vers Boise City en Idaho. C'est le fort de l'armée qui est activé le plus longtemps au Nevada, durant 24 ans. Ses troupes participent aux opérations contre les Indiens Bannocks et Shoshones, et lors de la guerre des Snakes, la guerre des Modocs et la guerre de Bannocks. Le 24 juillet 1889, alors le dernier poste en activité de l'armée au Nevada, il est transmis au service Indien. Il est adapté pour servir d'école indienne sur la réserve indienne du fort McDermitt (en).